# Тагларская пещера
Тагларская пещера (азерб. Tağlar mağarası) — карстовая пещера на территории Ходжавендского района Азербайджана, в которой обитал человек каменного века (эпохи мустье). Обнаруженные там мустьерские орудия принадлежат к другой культуре, напоминающей типичное мустье. Являлась местом обитания древнейших людей на протяжении 50-55 тысяч лет, будучи естественной пещерой. Своё название пещера получила от названия деревни неподалёку от пещеры.

## География
Расположена в Ходжавендском районе Азербайджана на юге села Бёюк-Таглар, на левом берегу реки Куручай вблизи города Шуша и в 3 км от Азыхской пещеры. Данная пещера была образована в верхнеюрских, иначе говоря, титонских известняках. Состоит из трёх гротов, два из которых относятся к периоду культуры Мустье (средний палеолит), а другой — к периоду верхнего палеолита.
Также, здесь были обнаружены шесть культурных слоя: в первом слою были найдены осколки посуды эпох средневековья, бронзы и энеолита; в 2-6 слоях были найдены предметы быта эпохи культуры Мустье.

## Археологические исследования
В 1960 году на юго-восток Кавказа была направлена разведывательная палеолитическая экспедиция Института истории Академии Наук Азербайджанской Советской Социалистической Республики. В результате, были обнаружены Азыхская и Тагларская пещеры.
С 1963 года в пещере велись археологические раскопки и были обнаружены более 7 тыс. каменных орудий и более 2 тыс. костей животных. После первого слоя были обнаружены глиняная посуда средних веков, бронзового века и энеолита. В пределах же 2-6 слоёв обнаружены образцы мустьерской культуры. В инвентаре пещеры обнаружены многочисленные заготовки для изготовления орудий, красного, чёрного, коричневого, серого, белого цветов и различных оттенков. Раскапывалась пещера азербайджанским археологом Мамедали Гусейновым.
В 1976 году на территории пещеры была проведена зачистка опорных разрезов во время Ленинградской экспедиции.
После проведения анализа костных остатков было выявлено, что благородный олень и безоаровый козёл являлись основными объектами охоты. Основу фауны стоянки составляют млекопитающие: рукокрылые, зайцеобразные, грызуны, хищные, копытные.
Здесь были обнаружены украшения из дерева различных цветов, орудия труда эпох верхнего палеолита и мезолита, оружие.